# Krajewice Duże
Krajewice Duże (prononciation : [krajɛˈvit͡sɛ ˈduʐɛ]) est un village polonais de la gmina de Zawidz dans le powiat de Sierpc de la voïvodie de Mazovie dans le centre-est de la Pologne.

## Localisation
Il se situe à environ 6 kilomètres au sud-ouest de Zawidz (siège de la gmina), 15 kilomètres au sud-est de Sierpc (siège de le powiat) et à 103 kilomètres au nord-ouest de Varsovie (capitale de la Pologne).

## Histoire
De 1975 à 1998, le village appartenait administrativement à la voïvodie de Płock.

Depuis 1999, il appartient administrativement à la voïvodie de Mazovie